# Servas (Ain)
Servas is een gemeente in het Franse departement Ain (regio Auvergne-Rhône-Alpes). De plaats maakt deel uit van het arrondissement Bourg-en-Bresse. Servas telde op 1 januari 2022 1.287 inwoners.

## Geografie
De oppervlakte van Servas bedroeg op 1 januari 2022 13,05 vierkante kilometer; de bevolkingsdichtheid was toen 98,6 inwoners per km².
De onderstaande kaart toont de ligging van Servas met de belangrijkste infrastructuur en aangrenzende gemeenten.

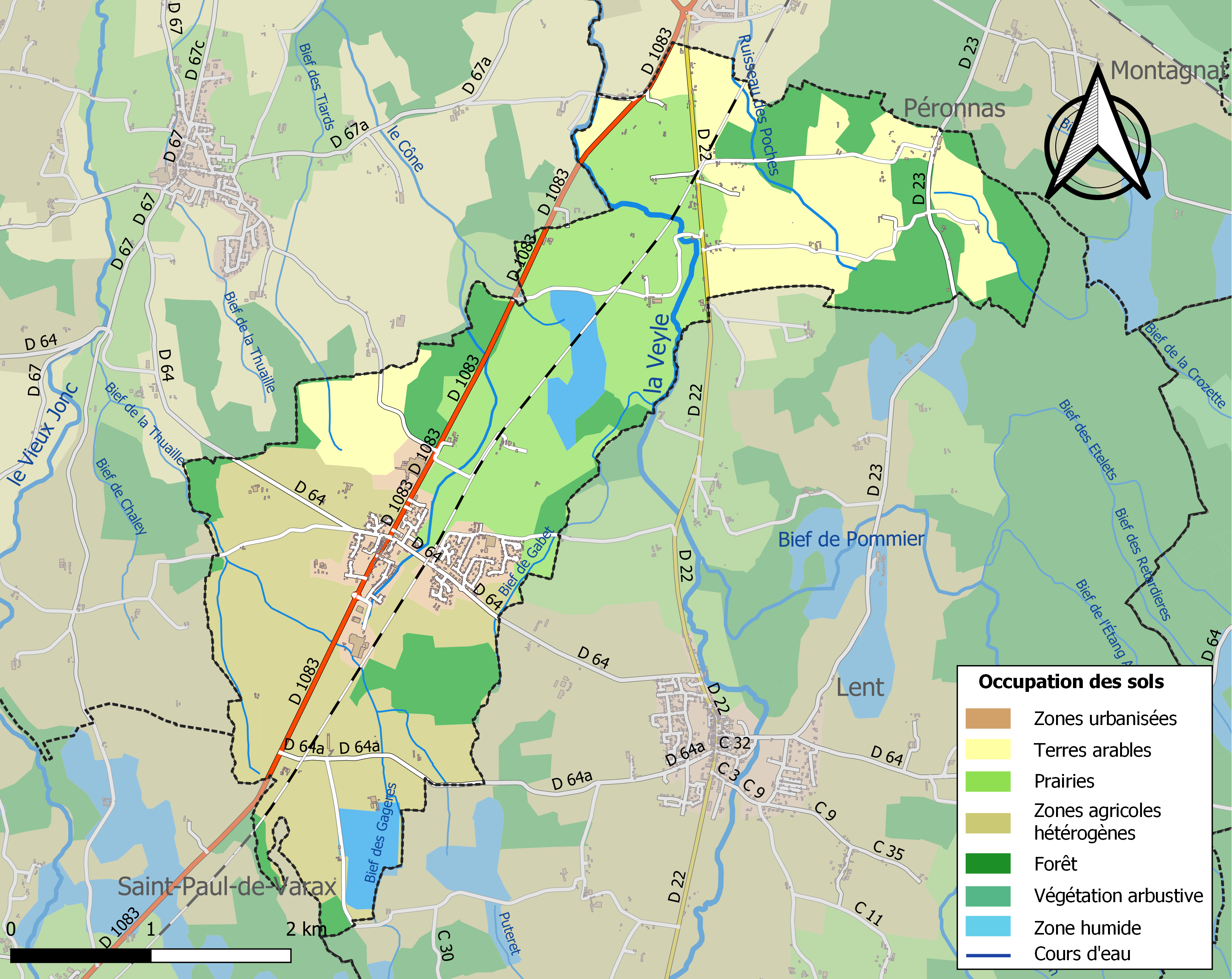

## Verkeer en vervoer
In de gemeente ligt spoorwegstation Servas-Lent.

## Demografie
Onderstaande figuur toont het verloop van het inwonertal (bron: INSEE-tellingen).
Vanwege een beveiligingsprobleem met de MediaWiki Graph-software is het momenteel niet mogelijk deze grafiek weer te geven. Zodra de software is bijgewerkt zal de grafiek vanzelf weer zichtbaar worden.